# لوديانا
لُدْيَانَة (بالهندستانية: لدھیانہ؛ وبالبنجابية: لُدِھیاݨَہ) مدينة وبلدية تقع في منطقة لديانة في الولاية الهندية المعروفة باسم بنجاب. وهي أكبر مدينة في الولاية، ويقطنها حوالي 1,613,878 نسمة وفقًا لتعداد 2011م. ويزداد السكان بشكل رئيس أثناء موسم حصاد المحاصيل بسبب هجرة العمال من ولايات مثل أتر برديش الشرقية وبهار وأوريسا ودلهي. وتبلغ مساحتها حوالي 310 كم². وتقع المدينة على الضفة القديمة لنهر ستلج، على بُعد 13 كم جنوبًا من مساره الحالي. وتعتبر مركزا صناعيا كبيرا شمال الهند. وقد يشار إلى سكان المدية باسم «اللديانيين» (Ludhianvis).[بحاجة لمصدر]
تقع مدينة لديانة على بعد 100 كم غرب عاصمة الولاية جنديكر على الطريق السريع الوطني رقم 95 وتقع في منتصف الطريق السريع الوطني 1 من العاصمة الهندية نودلهي إلى أمرتسر، وتتصل بشكل جيد بالعاصمة نودلهي عبر طريق بري وخدمة قطارات متكررة وكذلك جوًا. تعد لديانة بمثابة مقاطعة هندية لغير المقيمين تابعة للبنجاب، حيث يعيش الكثير من سكانها في الخارج في كندا والمملكة المتحدة والولايات المتحدة. تشتهر لديانة بوجود عدد كبير من سيارات مرسيدس على طرقاتها جنبا إلى جنب مع السيارات الفارهة الأخرى مثل بي إم دبليو وما إلى ذلك.

## أعلام
- راجش شارما
- نيخيل ناندا
- تشيتان شارما
- لال كاند يملال جات
- أبهيناف شوكلا
- ديفيا دوتا
- كولديب ماناك